# Georges Hulin de Loo

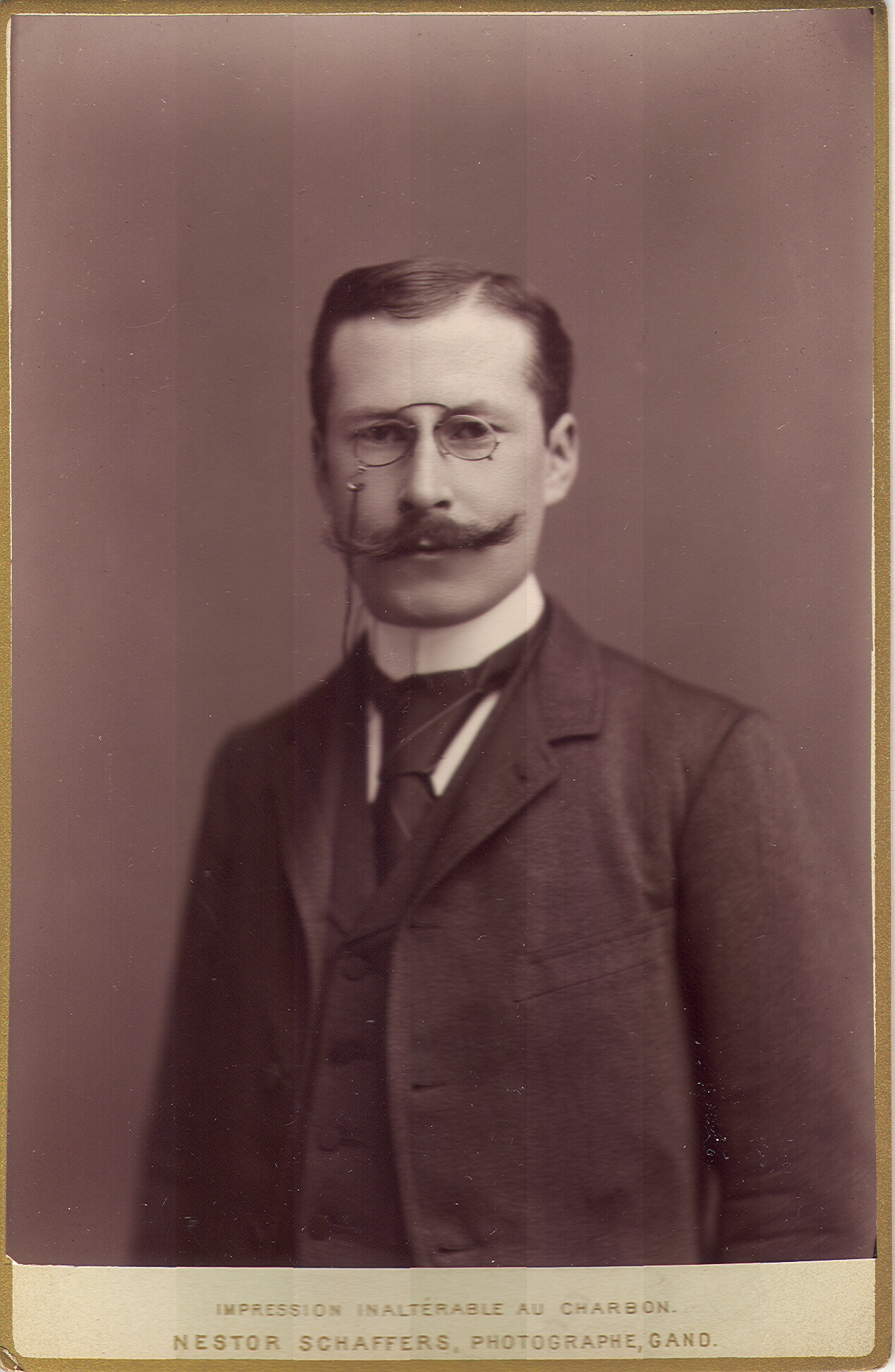
Georges Hulin de Loo

Georges Hulin de Loo (Gent, 10 december 1862 – Brussel, 27 december 1945) was een Belgische kunsthistoricus gespecialiseerd in de Vlaamse schilderkunst van de late middeleeuwen en de vroege renaissance.

## Biografie
Georges Charles Nicolas Marie Hulin de Loo was een telg uit een Waalse familie die zich in de 18e eeuw in Vlaanderen gevestigd had. Zijn vader, Jules Hulin, en moeder, Léonie Marie Hulin kwamen allebei uit de welstellende Gentse burgerij en waren neef en nicht. Zijn vader leefde van het verhuren, kopen en verkopen van grondeigendommen en een groot deel van het familiekapitaal werd ingebracht door zijn moeder. Hij studeerde aan het Koninklijk Atheneum van Gent en begint in 1880 te studeren aan de faculteit Letteren en Wijsbegeerte aan de Universiteit Gent, toen nog een Franstalige instelling. In die tijd werd aan de faculteit nog filosofie, filologie en geschiedenis onderwezen, wat maakt dat de opleiding vrij algemeen was. Nadat hij in 1883 het doctoraat behaalde in de filosofie en literatuur, hij was toen pas 21 jaar oud, vatte hij de rechtenstudie aan en werd doctor in de rechten in 1886, hij is dan Doctor in de Rechten en de Letteren en Wijsbegeerte.
Na zijn studies in Gent bereisde hij Europa en studeerde nog aan de Königlichen Friedrich Wilhelms Universität van Berlijn (1887 en 1888), Straatsburg (1887 en 1888). In 1888 neemt hij deel aan een wedstrijd voor een reisbeurs en wordt laureaat, met zijn beurs gaat hij naar Frankrijk om te studeren aan het Collège de France, de École des Hautes-Études en de École libre des Sciences Politiques in Parijs.

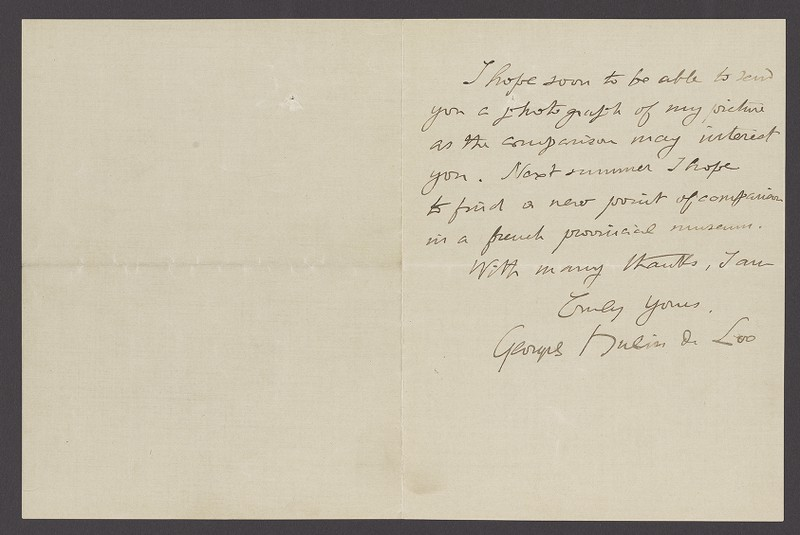
Handschrift van Hulin de Loo (1914)

Op 30 oktober 1889 wordt hij benoemd tot buitengewoon hoogleraar aan de universiteit van Gent in de faculteit van de filosofie en letteren en geeft de cursussen in logica en psychologie aan de faculteit Letteren en Wijsbegeerte. Het jaar daarop doceert hij een cursus natuurrecht en praktijkoefeningen in de filosofie in plaats van de cursus psychologie. In 1892 wordt George Hulin benoemd tot gewoon hoogleraar en doceert logica, moraalfilosofie en recht, zijn belangstelling ligt blijkbaar elders want hij heeft over deze domeinen nooit gepubliceerd. In 1893 wordt hij samen met Henri Pirenne aangesteld voor de cursussen economiegeschiedenis waarvan hij zich met de agrarische geschiedenis zal bezighouden. Vanaf 1900 zal hij zich voornamelijk toeleggen op de studie van de oud-Vlaamse schilderkunst, voornamelijk van de 14e eeuw tot de zestiende. In 1893 wordt hij opgenomen in de kring van historici bij de Maatschappij voor Geschied- en Oudheidkunde te Gent (Société d'histoire et d'archéologie de Gand). Ook dit toont aan dat hij zichzelf steeds meer als historicus gaat zien. In 1929 wordt hij doctor honoris causa aan de universiteit van Utrecht.
Bij het begin van de Eerste Wereldoorlog werd Hulin de Loo aangesteld als burgemeester van het landelijke dorp Lotenhulle.
In 1930 bij de vernederlandsing van de Gentse universiteit weigert Hulin de Loo zijn lessen in het Nederlands te geven dat hij nochtans perfect sprak. Na conflicten met de studenten - hij werd op 17 december hardhandig door hen naar buiten gewerkt toen hij in het Frans zijn lessen aanving - en met de leiding van de universiteit gaf hij zijn hoogleraarsstoel op in 1932. Hij bleef lesgeven, in het Frans dan, aan de École des Hautes Études de Gand en aan het Institut supérieur d'Histoire de l'Art et d'Archéologie in Brussel. Hij overleed in 1945 op 83-jarige leeftijd bij een verkeersongeval in Brussel, waar hij overreden werd door een voertuig van de geallieerden.

## Activiteiten

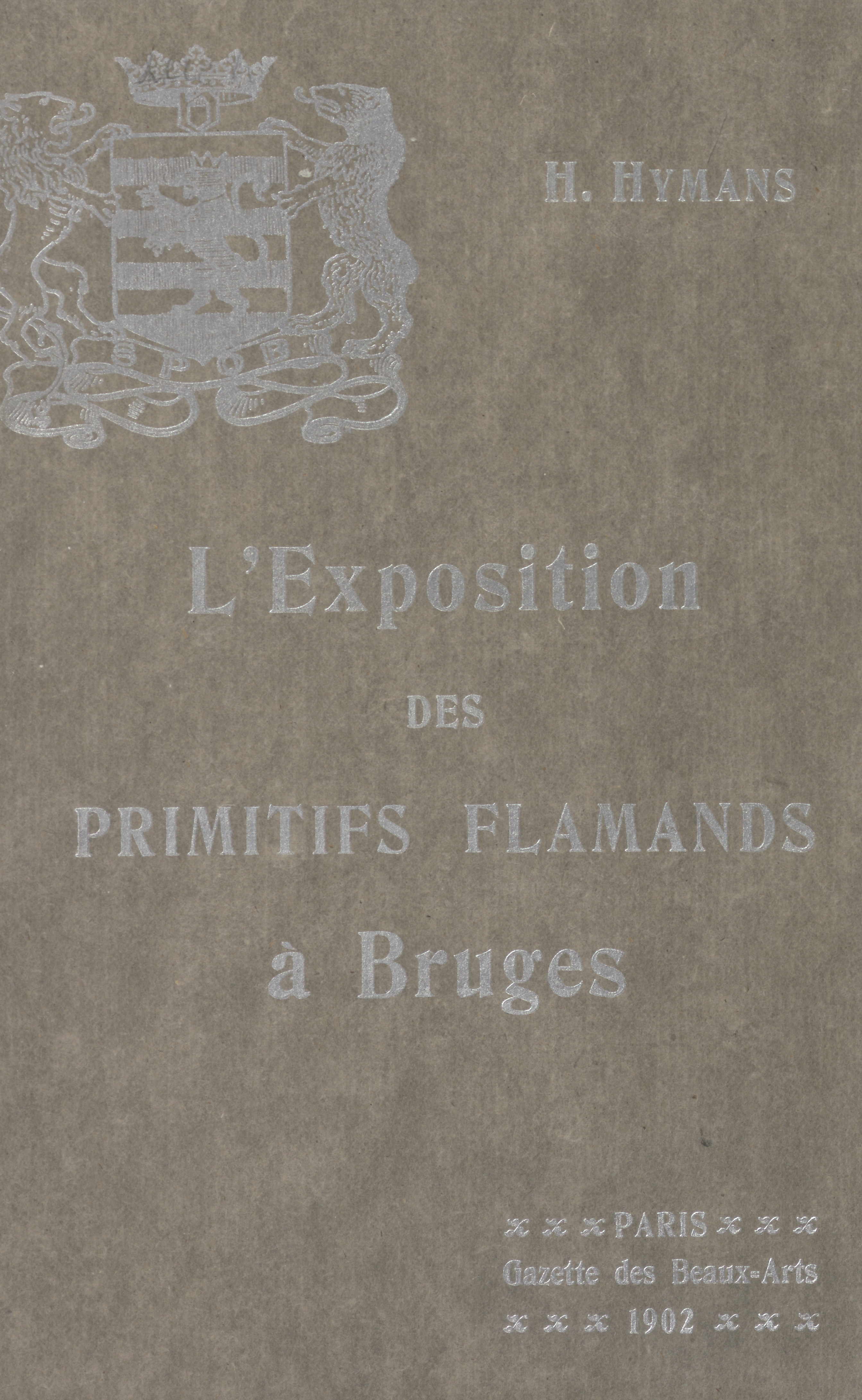
Catalogus van de Exposition des primitifs flamands à Bruges (1902)

Vanaf 1897 is Georges Hulin lid van de Gentse vereniging de Vrienden van het Museum. De vereniging werd opgericht door Ferdinand Scribe en had zich tot doel gesteld de collectie oude kunst van het Museum voor Schone Kunsten van Gent (MSKG) uit te breiden. Als kenner van oude kunst speelde Hulin de Loo hierbij een belangrijke rol in het opsporen van interessante stukken. Vaak kocht hij werken met eigen middelen omdat hij wist dat een snelle beslissing noodzakelijk was, en verkocht de werken dan later door aan het museum.
Het is al vanaf 1889 dat Hulin zijn eigen collectie opbouwde maar met de Vrienden van het museum gaat deze bezigheid aan belang winnen en het verzamelen leidt tot het bestuderen van oude kunst. De expertises die hij uitvoert voor zichzelf, voor kunsthandelaren, particulieren en musea ondersteunen zijn kunsthistorische studie. Dankzij deze activiteit krijgt hij vele werken te zien en bouwt hij een verzameling van foto's van kunstwerken op. Hulin bestudeert de archieven om informatie over schilders en hun werken te verzamelen en tracht deze informatie te betrekken op bestaande werken, maar daarnaast baseert hij zich ook op zijn uitgebreide kennis als connaisseur om ook de stijlkenmerken in zijn analyse te betrekken. Hulin reist tot drie maanden per jaar om kunst te gaan bekijken. Als het Belgisch onderwijs in de kunstgeschiedenis gereglementeerd wordt in 1903, wordt George Hulin de Loo aangesteld als professor aan het Institut supérieur d'Histoire de l'Art et d'Archéologie in Brussel. In Gent startte het eerste academiejaar in 1920 waar Hulin de geschiedenis van de schilderkunst behandeld, maar vanaf 1908 kan hij al een facultatieve cursus 'Geschiedenis van de Vlaamse schilderkunst' geven.
In 1902 wordt in Brugge een grote tentoonstelling georganiseerd over de Vlaamse Primitieven onder leiding van Kervyn de Lettenhove. George Hulin de Loo is zeer actief betrokken bij het verzamelen van werken voor deze tentoonstelling, hij gaat onder meer naar Londen en naar Oostenrijk om daar organisaties op te zetten om werken te verzamelen voor de tentoonstelling. Hulin de Loo is op dat moment nog vrij onbekend, maar tijdens de tentoonstelling publiceert hij een kritische catalogus omdat hij het niet eens was met de officiële catalogus die was opgesteld door James Weale, die rekening had gehouden met de toeschrijvingen van de verzamelaars die dikwijls een loopje namen met de realiteit. In zijn catalogus probeert hij via stijlanalyse en archiefonderzoek anonieme schilders te identificeren en hun oeuvre te bepalen en schroeft een aantal van de toeschrijvingen aan bekende kunstenaars terug naar 'anoniem' of 'school van ...', tot groot ongenoegen van de betrokken verzamelaars. Een groot aantal van de gedrukte catalogi werd door de verzamelaars opgekocht en vernietigd om zo de verspreiding te belemmeren.
Na de tentoonstelling in Brugge waar Hulin zijn faam vestigt, werkt hij mee aan de tentoonstelling Het Gulden Vlies in 1907 in Brugge en in 1910 aan de tentoonstelling L'Art Belge au XVIIe siècle in Brussel. Georges Hulin de Loo lag mee aan de basis van de kennis van de Vlaamse kunst uit de late middeleeuwen en de zestiende eeuw.

## Onderscheidingen

### Belgische orden
- Groot-officier van de Leopoldsorde
- Groot-officier van de Kroonorde

### Buitenlandse orden
- Commandeur van het British Empire
- Commandeur van het Legioen van Eer, Frankrijk
- Offizier van de Orde Frans-Jozef van Oostenrijk
- Ridder van 1e klas, met kroon, van de Orde van Albert de Dappere, Anhalt

### Publicaties
Niet alle werken zijn in deze lijst opgenomen, de titels en uitgevers zijn in de oorspronkelijke taal behouden.
- 1899 - La réforme de l'enseignement supérieur et les sciences sociales en collaboration avec Ernest Mahaim. Liège , H. Vaillant-Carmanne
- 1890 - La superficie des propriétés boisés de l'abbaye de ST.-Germain-des-Prés d'après le Polyptique d'Irmion. Note présentée par M. Lavasseur à l'Académie des Inscriptions et Belles Lettres de France, dans la séance du 2 décembre 1890.
- 1900 - Une note relative au peintre Juste de Gand: Joos van Wassenhove, Bulletin de la Société d'histoire et d'archéologie de Gand, 18 février 1900.
- 1902 - Bruges 1902, Exposition de tableaux flamands des XIVe, XVe et XVIe. Catalogue critique, Gand, A. Siffer
- 1902 - De l'identité de certains maîtres anonymes, Gand, A. Siffer, 57 pages[9]
- 1902 - Quelques peintres brugeois de la première moitié du XVI siècle, Jan Provoost Gand, Ad. Hoste 40 pp.
- 1902 - L'atelier de Hubrecht van Eyck et les Heures de Turin. Communication orale faite à la séance du 16 novembre 1902 à Bruxelles, de la Société pour le progrès des études philologiques et historiques. Résumé dans le Bulletin de cette société.
- 1903 - Les très riches Heures de Jean de France duc de Berry, par Pol de Limbourc et ses frères, Bulletin de la Société d'histoire et d'archéologie de Gand, 26 pp.
- 1903 - Le portrait d'Isabeau de Portugal au Louvre, Bulletin de la Société d'histoire et d'archéologie de Gand.
- 1904 - L'Exposition des primitifs français au point de vue de l'influence des frères van Eyck sur la peinture française et provençale, Bruxelles, G. Van Oest & Cie. et Paris, H. Floury, 52 pp.
- 1907 - Peter Bruegel l'Ancien, son œuvre et son temps: étude historique, suivie des catalogues raisonnés de son œuvre dessiné et gravé, met René van Bastelaer, Éditeur G. Van Oest & Cie.
- 1908 - La Bible de Philippe le Hardi, historié par les frères de Limbourc, manuscrit français n°166 de la Bibliothèque nationale à Paris, Bulletin de la Société d'histoire et d'archéologie de Gand,
- 1911 - Heures de Milan, troisième partie des Très-Belles Heures de Notre-Dame enluminées par les peintres de Jean de France, duc de Berry, et par ceux du duc Guillaume de Bavière, comte de Hainaut et de Hollande; vingt-huit feuillets historiés reproduits d'après les originaux de la Biblioteca Trivulziana à Milan, avec une Introduction historique par Georges H. de Loo. Bruxelles, G. van Oest & cie.
- 1911 - Sur la date de quelques œuvres du Maître de Flémalle. Résumé d'une communication orale, dans le Bulletin de l'Académie royale d'archéologie de Belgique.
- 1919 - Des compensations à réclamer pour les dommages artistiques, imprimerie de Hayez.
- 1922 - De quelques causes de laideur dans la ville moderne. Discours prononcé le 8 décembre 1921, Hayez imprimeur.
- 1931 - Mélanges Hulin de Loo, Librairie nationale d'art et d'histoire.